# Enmore Castle
Enmore Castle är ett slott i Storbritannien.   Det ligger i grevskapet Somerset och riksdelen England, i den södra delen av landet, 210 km väster om huvudstaden London. Enmore Castle ligger 86 meter över havet.
Terrängen runt Enmore Castle är platt åt nordost, men åt sydväst är den kuperad. Runt Enmore Castle är det ganska tätbefolkat, med 207 invånare per kvadratkilometer. Närmaste större samhälle är Taunton, 10,8 km söder om Enmore Castle. Omgivningarna runt Enmore Castle är en mosaik av jordbruksmark och naturlig växtlighet.